# Cam Phước Đông
Cam Phước Đông là một xã cũ tỉnh Khánh Hòa, Việt Nam.
Xã Cam Phước Đông có diện tích 70,28 km², dân số năm 1999 là 12.009 người, mật độ dân số đạt 171 người/km².

## Lịch sử
Ngày 16 tháng 6 năm 2025, Ủy ban Thường vụ Quốc hội ban hành Nghị quyết số 1667/NQ-UBTVQH15 về việc sắp xếp các đơn vị hành chính cấp xã của tỉnh Khánh Hòa năm 2025 (nghị quyết có hiệu lực từ ngày 1 tháng 7 năm 2025). Theo đó, sáp nhập xã Cam Phước Đông vào phường Ba Ngòi.